# Jeroen van den Brink
Jeroen van den Brink (* 18. November 1968) ist ein niederländischer Physiker und seit 2009 Direktor des Institut für Theoretische Festkörperphysik am Leibniz-Institut für Festkörper- und Werkstoffforschung (IFW) in Dresden. Zudem lehrt er an der TU Dresden durch seine Professur für Festkörpertheorie. Seine Promotion erhielt er 1997 an der Universität Groningen. Von 2002 bis 2009 lehrte van den Brink an der Universität Leiden.